# Cheaters (Fernsehserie)
Cheaters – Beim Fremdgehen erwischt! (Originaltitel: Cheaters) war eine in den USA wöchentlich ausgestrahlte Reality-TV-Show. In der Show zeigte Menschen, die durch die "Cheaters Detective Agency", überführt wurden, wie sie ihre jeweiligen Lebenspartner betrügen ("fremdgehen"). In den USA wurde die Sendung zum Teil von Joey Greco moderiert.
In Deutschland wurde Cheaters vom Privatfernsehsender RTL II gesendet.

## Episodenaufbau
Die Show begann normalerweise mit zwei unabhängigen Personen, die angeblich den Verdacht hatten, dass ihre Partner sie betrügen. Anschließend folgten die Episoden dem folgenden Muster:
- Es wurde eine Beschreibung des Verdächtigen und seines Partners gegeben.
- Es wurden Bilder gezeigt, die den Verdächtigen zeigten. Später werden die Gefährten in anschaulichen Situationen gezeigt.
- Nachdem Personen, die einen Verdacht geäußert hatten, belastende Videoaufnahmen als Beweis gezeigt wurden, machte sich das Team mit Leibwächtern auf den Weg zu dem/der Verdächtigen.
- Während der Konfrontation kam es mitunter zu verbaler und körperlicher Gewalt.
- Einige Episoden zeigten, dass einige Verdächtige zu Unrecht verdächtigt worden waren.
- Manchmal wurden Geschichten von Teilnehmern aus vergangenen Episoden und deren Folgen gezeigt.
- Homosexuelle Paare wurden auch in Cheaters gezeigt.

## Geschichte
Das Format wurde von Bobby Goldstein, einem texanischen Juristen entwickelt und wurde erstmals im Jahr 2000 ausgestrahlt.
Ab 2004 wurden wochentags halbstündig zusammengeschnittene Wiederholungen gesendet.
Sexuelle Begegnungen, die von privaten versteckten Kameras aufgezeichnet wurden, sind üblicherweise visuell und sprachlich stark verfremdet. Private Aufnahmen der Teilnehmer beinhalten jedoch auch unzensiertes Material.
Der Autor Bobby Goldstein und Cheaters betreiben außerdem eine Website unter dem Namen „NO Cheaters“.
Seit September 2008 zeigt der bulgarische Sender Diema eine lokale Version des Formates unter dem Namen Хванати в изневяра (etwa: „in flagranti“). Sie wird von Niko Tuparev produziert.
Die Vermutung, dass es sich um Scripted Reality handelt liegt nahe, da Fotos von Schauspielern aufgetaucht sind, welche den Verdächtigen einzelner Episoden sehr ähneln.

## Trivia
- Am 16. Dezember 2005 wurden vier Mitarbeiter der Show der Freiheitsberaubung verdächtigt, da sie eine Frau gegen ihren Willen festgehalten hatten. Der Verdacht richtete sich gegen Joey Greco, den Regisseur Hunter Carson und zwei Leibwächter. Am 9. November 2006 wurden die vier Verdächtigen freigesprochen.

- Joey Greco wurde während einer Episode, in der sie auf einem Boot drehten, von einem “Cheater” niedergestochen. Während seiner Genesung moderierte Jack E. Jett die Sendung, dann wieder Greco selbst.

- In einer auf DVD erschienenen Episode werden Greco und sein Team von einem Mann mit einem halbautomatischen Farbkugelgewehr angegriffen.

- Während einer Episode wurde Greco verhaftet und unter Arrest gestellt, als er auf einer Junggesellenparty einen Mann mit seiner fremdgehenden Verlobten konfrontierte.